# ちょんまげぷりん
『ちょんまげぷりん』は、荒木源著作の日本の小説。および小説を原作とした2010年7月31日公開の日本映画。

## 原作小説
2006年に小学館より『ふしぎの国の安兵衛』が発売。小学館文庫から文庫化した際に『ちょんまげぷりん』に改題された。挿絵は上條淳士。映画仮題も企画当初は『ふしぎの国の安兵衛』であった。
安兵衛が江戸に帰って8年後に友也が逆に江戸時代にタイムスリップする、続編『ちょんまげぷりん2』も発売されている。
- ふしぎの国の安兵衛 ISBN 978-4093876766
- ちょんまげぷりん ISBN 978-4094084672
- ちょんまげぷりん2 ISBN 978-4094085303

## 映画
荒木源著作小説を原作とし、サムライと現代の人間が繰り広げるコミカルな笑いと絆をテーマとした心温まる人間ドラマ。監督は中村義洋。主演の錦戸亮は映画初出演および初主演である。

### ストーリー
シングルマザーの遊佐ひろ子の前に現れたのは、180年前の江戸時代から来た木島安兵衛だった。帰る方法もわからない安兵衛は遊佐家の居候になり、家事全般を引き受けることに。家事に夢中になったり息子の友也に礼儀や男らしさを教えたりと徐々に3人で暮らしていけるかと思うようになった頃、友也のために作ったプリンをきっかけにしてお菓子作りをはじめた安兵衛が、手作りケーキコンテストに出場することになりたちまち人気パティシエになってしまうが、やがて3人に切ない別れが訪れる。

### キャスト
※出典を参照。
- 木島安兵衛 - 錦戸亮
- 遊佐ひろ子 - ともさかりえ
- 遊佐友也 - 鈴木福
- 平石佳恵 - 佐藤仁美
- 田中くん - 今野浩喜（キングオブコメディ）
- 時翔庵の娘 - 忽那汐里
- 上司・城崎 - 堀部圭亮
- 司会者 - 中村有志
- 殿間知治 - 井上順
- カヨちゃんのママ - 仲坪由紀子
- イケタニくんのママ - 松下恵
- 平石悠樹 - 磯部蒼太
- カヨちゃん - 松本春姫
- イケタニくん - 山﨑光
- 保育士・カズヨ - 岩井七世
- 保育士・リエ - 植田ゆう希
- 保育士・立花主任 - 美斉津明子
- 保育園園長 - 金勝浩一
- 新人社員 - 松本まゆみ
- スーパーの客A - 寺田恵美子
- スーパーの客B - 宇部幹子
- 公園で遊ぶ子供 - 宇部冴太郎
- クライアント - 越村公一
- モスバーガーの客 - 山野海
- 鵜飼プロデューサー - 田中登志哉
- 大野ディレクター - 眼鏡太郎
- 大会審査員A - 松澤孝広
- 大会審査員B - 倉本昌子
- カメラマンA - 古野健也
- カメラマンB - 首藤祥太
- 杉山父子 - 斎藤寿貞、土口健
- 秋本父娘 - 橋本素明、野口みのり
- 薬屋のおじいさん - 高橋修
- アントワーヌ店員 - 大熊恵、根岸望美
- アントワーヌパティシエ - 大川満、平良透、小野達也、韮澤俊、福知ゆかり、山下久美子
- 保冷車のドライバー - 伊藤洋一
- ショージ - 弓削智久
- ナンバー2 - 将宗史朗
- スキンヘッド - 片方隆介
- ホスト風の男 - 田中雄太

### 製作
2010年2月にクランクイン、約1か月に渡り撮影された。劇中で作られたお菓子の江戸城は実際に作られたもので、試作品も含め4個も作られた。
キャッチコピーは「人生はケーキほど甘くないでござる。」「180年の時を越えて届いた約束。お侍が気づかせてくれた、大切なこと。」。
特製ストラップ付前売券の売れ行きは一時品切れになる程の好評で、追加販売もされた。公開前日の7月30日には東京・恵比寿ガーデンシネマでの舞台挨拶付公開前日プレミア上映も行われている。2010年7月31日よりモスバーガーとのコラボレーションで特製プリンが抽選でプレゼントされた。また、映画と連動してBetsucomiフラワーコミックスより白鳥希美作画のコミックスも発売されている。来場者特典として特製ぷりんうちわをプレゼント、リピーターキャンペーンとして2度目の観賞時には特製ポストカードがプレゼントされた。

### スタッフ
- 原作 - 荒木源『ちょんまげぷりん』（小学館文庫刊）
- 脚本・監督 - 中村義洋
- 音楽 - 安川午朗
- 美術 - 金勝浩一
- 撮影 - 小林元
- 編集 - 森下博昭
- 装飾 - 尾間龍生
- 照明 - 堀直之
- 録音 - 松本昇和
- 床山 - 泉水貴光
- 製菓制作・監修 - 辻調グループ校
- 制作プロダクション - スモーク
- 制作協力 - ダブ
- 製作・配給 - ジェイ・ストーム

### 主題歌
- エンディングテーマ - 忌野清志郎「REMEMBER YOU」
  - 忌野清志郎は公開前年に亡くなっているが、監督がRCサクセションのファンで、脚本を書きながらこの曲を聴き、監督の強い要望で起用された。

### 封切り・受賞
全国36スクリーンの小規模公開ながら、2010年7月31日,8月1日初日2日間で4,401万7,200円、観客動員3万4,056名となり映画観客動員ランキング（興行通信社調べ）で初登場第9位となり、更に中村義洋監督自身の『アヒルと鴨のコインロッカー』の記録を上回るメイン館（恵比寿ガーデンシネマと梅田ガーデンシネマ）での初日2日間の観客動員数の邦画記録を樹立した。また、ぴあ初日満足度ランキング（ぴあ映画生活調べ）では第1位になるなど、10,20代の女性を中心に面白いのに感動できると評価されている。
ニューヨークアジア映画祭2011（NYAFF）にて観客賞1位を獲得した。ファンタスティック・フェスト2011観客賞受賞。

## 漫画
白鳥希美によるコミカライズがベツコミで掲載され単行本が2010年7月26日に発売された。
- ちょんまげぷりん ISBN 978-4091333858